# Louis Raymond-Clergue
Pour les articles homonymes, voir Clergue.
Louis Raymond-Clergue, né le 4 mars 1925 à Carcassonne et mort dans la même ville le 23 octobre 1973, est un homme politique français.

## Détail des fonctions et des mandats
Mandat parlementaire
- 19 juillet 1958 - 19 juillet 1962 : Député de l'Aude